# مارثا نجانو
مارثا نجانو (بالإنجليزية: Martha Ngano)‏ هي ناشطة استقلالية من رودسيا بجنوب إفريقيا، نشطت بين عام 1890 وعشرينيات القرن العشرين.
كانت مارثا نجانو من قبائل الفنغو، المعروفة بقدراتها كمتحدث ومنظم. تلقّت مارثا تعليمًا جيدًا، وجاءت إلى روديسيا من جنوب أفريقيا في عام 1897 وسرعان ما أصبحت نشطة في الشؤون المحلية. عملت مارثا على توسيع حق الاقتراع للأفارقة، منتقدة افتقارهم إلى التعليم باللغة الإنجليزية في وقت كان فيه تعلم القراءة والكتابة في اللغة شرطًا أساسيًا للتمكن من التصويت. أصبحت مارثا نشطة في جمعية الناخبين الروستية للبانتو، وتوسيع نطاق وصولها إلى المناطق الريفية ومعالجة مجموعة متنوعة من الاهتمامات الريفية بالإضافة إلى تلك التي يقيمها سكان المناطق الحضرية. وعلاوةً على ذلك، أنشأت مارثا صندوقًا للدفاع القانوني للمزارعين، وتحدت قيادة الزعماء المساكين والأميين الذين شعرت أنهم غير مهتمين برعاية رعاياهم. في نهاية المطاف أصبحت السكرتيرة العامة لجمعية الناخبين الروستية للبانتو RBVA.